# 山方 (津山市)
山方（やまがた）は岡山県津山市にある地名。郵便番号は708-0813。

## 地理
東一宮、一宮の北に位置する。古くは東一宮山方（ひがしいちのみややまがた）と呼ばれていた。

## 歴史

### 沿革
- 1872年 - 東一宮里方村上組（東一宮村里方上組）、東一宮里方村下組（東一宮村里方下組）、東一宮山方村東組（東一宮村山方東組）、東一宮山方村西組（東一宮村山方西組）が合併、東一宮村となる。
- 1886年 - 東一宮村が東一宮村と東一宮山方村に分村。
- 1889年6月1日 - 町村制施行に伴い、東南条郡東一宮山方村が、東一宮村と合併して東一宮村となる。東一宮山方村は大字東一宮山方となる。
- 1900年4月1日 - 東南条郡が東北条郡、西西条郡、西北条郡と合併し、苫田郡となる。
- 1951年4月1日 -東一宮村が苫田郡一宮村と合併し、新たに一宮村となる。
- 1954年7月1日 - 一宮村が周辺の9村とともに津山市へ編入される。東一宮山方を山方に改称。

## 世帯数と人口
2021年（令和3年）1月1日現在の世帯数と人口は以下の通りである。
| 町丁 | 世帯数  | 人口    |
| ---- | ------- | ------- |
| 山方 | 514世帯 | 1,320人 |

## 小・中学校の学区
市立小・中学校に通う場合、学区は以下の通りとなる。
| 番地 | 小学校             | 中学校             |
| ---- | ------------------ | ------------------ |
| 全域 | 津山市立一宮小学校 | 津山市立北陵中学校 |

## 交通

### 道路
- 岡山県道343号藤屋津山線

## 施設
- 美作県民局建設部一宮分室
- 三菱重工中国四国販売津山営業所

## 山方と新野山形
津山市への編入に当たり、勝北町山形は当地と発音が同じ地名であり、どちらか一方もしくはともに改称することが望ましい状況であった。そして結果的には勝北町山形が新野山形という、勝北町になる前に名乗っていた地名を再び名乗ることで回避することになった。しかし地理的にも少し離れていることなどから、バス路線などでは今でも山形という名が見られる。